# الصحيفة الأسبوعية
الصحيفة الأسبوعية هي جريدة أسبوعية مغربية كانت تصدر باللغة العربية في الدار البيضاء بين عامي 1998 و2000.
أسس الجريدة أبو بكر الجامعي سنة 1998، وكان قد أسس سنة 1997 مجلة لو جورنال إبدومادير الأسبوعية، التي كانت تصدر باللغة الفرنسية، وقد أغلقت السلطات المغربية كلتا الصحيفتين سنة 2000.